# Son de Fierro
Son de Fierro é uma telenovela argentina produzida pela Pol-ka Producciones e exibida pelo Canal 13 entre 8 de janeiro de 2007 e 6 de fevereiro de 2008. 
Foi protagonizada por Osvaldo Laport e María Valenzuela, co-protagonizada por Andrea Pietra, Felipe Colombo, Martín Seefeld, Mariano Martínez e Vanesa González e antagonizada por Eleonora Wexler, Mario Pasik, Martín Orecchio, Camila Bordonaba e Sabrina Carballo. 

## Sinopse
A história é protagonizada pela família Fierro, que são Martin, Lucy e seus filhos Juan, Sandra (Sandy) e Luis (Lucho). O pai Martín Fierro trabalha em um açougue com Amadeo e Ezequiel e é machista, vulgar e de confronto. A mãe, Lucia, é a mãe clássica dedicada ao seu casamento e seus filhos. Seu filho John, apesar de ser cego desde dez anos de idade, se tornou professor com notas muito boas, enquanto Lucho ainda é um estudante. Sandy, por sua vez, trabalha como Vedette , apesar da opinião de seu pai, que teria preferido continuar os seus estudos médicos. Ezequiel também é um menino de rua que foi adotada anos atrás e que a família aceita como o casamento de um filho de Fierro e Lucia. John é um professor de história na escola Terrada, e entre seus alunos são seu próprio irmão e Morena Fontana, filha de José María Fontana, representante do Ministério da Educação. Rita é seu assistente para dar aula, e Ortelli é o diretor da escola.

## Elenco
- Osvaldo Laport - Martín Fierro
- María Valenzuela - Lucía
- Mariano Martínez - Juan Martín
- Soledad Fandiño - Sandra Fierro
- Felipe Colombo - Lucho Fierro
- Favio Posca - Ezequiel
- Freddy Villarreal - Ángel Fierro
- Dora Baret - Mimicha
- Juan Carlos Dual - Don Martín
- Mónica Antonopulos - Sissi
- Mario Pasik - José María Fontana
- Vanesa González - Morena Fontana
- Manuela Pal - Luli
- Andrea Barbieri - Lidia
- José Luis Mazza - Remo Ortelli
- Eleonora Wexler - Rita
- Camila Bordonaba - Karina
- Facundo Espinosa - Amadeu
- Freddy Villarreal - Angelito
- Martín Seefeld - Juan Cruz Zorrilla
- Andrea Pietra - Isabel
- Ornella Fazio - Catalina
- Jorge Varas - Rafa
- Martín Orecchio - Pájaro
- Alberto Anchart - Atilio
- Sabrina Carballo - Gaby

## Audiência
O último capítulo teve média de 31,5 pontos de rating e picos de 39. Obteve média final de 21,3 pontos.

## Prêmios e indicações
| Ano  | Prêmio               | Categoria            | Programa         | Resultado |
| ---- | -------------------- | -------------------- | ---------------- | --------- |
| 2007 | Premio Clarín        | Melhor ficção diária | Son de Fierro    | Indicado  |
| 2007 | Prêmio Martín Fierro | Melhor comédia       | Son de Fierro    | Indicado  |
| 2007 | Prêmio Martín Fierro | Atriz protagonista   | María Valenzuela | Indicado  |
| 2007 | Prêmio Martín Fierro | Ator protagonista    | Osvaldo Laport   | Indicado  |
| 2007 | Prêmio Martín Fierro | Ator protagonista    | Mario Pasik      | Indicado  |
| 2007 | Prêmio Martín Fierro | Atriz coadjuvante    | Dora Baret       | Indicado  |
| 2008 | Prêmio Martín Fierro | Atriz protagonista   | María Valenzuela | Indicado  |